# تئودور جی. بیلبو
تئودور جی. بیلبو (به انگلیسی: Theodore G. Bilbo) سناتور سابق عضو حزب دموکرات ایالات متحده آمریکا بود. وی در سال ۱۹۳۵ تا ۱۹۴۷ میلادی سناتور ایالت میسیسیپی در سنای ایالات متحده آمریکا بود.